# Augirein
Augirein ist eine französische Gemeinde mit 80 Einwohnern (Stand 1. Januar 2022) im Département Ariège in der Region Okzitanien. Sie gehört zum Kanton Couserans Ouest und zum Arrondissement Saint-Girons.

## Lage
Der Ort liegt am Fluss Bouigane.
Nachbargemeinden sind Galey im Norden, Saint-Jean-du-Castillonnais im Nordosten, Orgibet im Osten, Illartein im Südosten, Antras im Süden und Saint-Lary im Westen.

## Bevölkerungsentwicklung
| Jahr      | 1962 | 1968 | 1975 | 1982 | 1990 | 1999 | 2008 | 2015 |
| --------- | ---- | ---- | ---- | ---- | ---- | ---- | ---- | ---- |
| Einwohner | 109  | 92   | 59   | 50   | 73   | 73   | 63   | 75   |